# John Harte McGraw

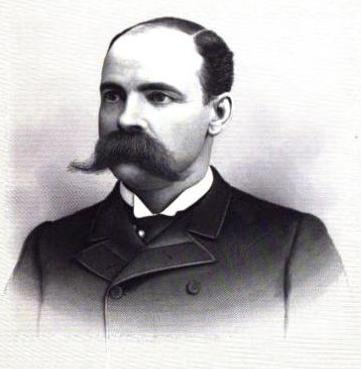
John McGraw em 1890

John Harte McGraw (Born Penobscot, Maine 4 de outubro de 1850 - 23 junho de 1910) foi o segundo governador do estado de Washington.